# Echo (Oregon)
Echo – miasto w Stanach Zjednoczonych, w stanie Oregon, w hrabstwie Umatilla.